# Neukloster (jezero)
Neukloster je jezero v německém Zemském okrese Severozápadní Meklenbursko. Má délku 2,7 km a šířku 1,7 kilometru. Průměrná hloubka je 4,5 metru. Jezero vzniklo během poslední doby ledové. Jezero se dá obejít po turistické stezce, která je asi 10 km dlouhá. Díky severnímu poloostrovu má jezero tvar písmene U. Na jezeře se dá rybařit, doporučuje se používat loď. Nejčastěji se zde loví štiky a okouni.